# Хавеа
Ха̀веа (на испански: Jávea) е град от курортен тип в Испания, принадлежащ към автономна област Валенсия и провинция Аликанте. Основен поминък е целогодишния туризъм, като значително по-малък дял заемат риболовът, земеделието и животновъдството. Населението на Хавеа е 27 060 души (по данни към 1 януари 2017 г.).